# Nicky Law (Fußballspieler, 1988)
Nicholas Law jun. (* 29. März 1988 in Nottingham) ist ein englischer Fußballspieler der zuletzt bei den Glasgow Rangers spielte. Er ist der Sohn von Nicky Law sen., und Bruder von Josh Law die ebenfalls Im Profifußball aktiv sind.

## Karriere
Nicky Law wurde im Jahr 1988 in der mittelenglischen Stadt Nottingham geboren, während sein Vater in dieser Zeit aktiv für den Club Notts County aus dem Stadtteil West Bridgford spielte. Nicky Law jun. begann seine Karriere im Jahr 2002 in der Youth Academy von Sheffield United. Für den Verein gab er im Oktober 2005 in der dritten Runde des englischen Ligapokals gegen den FC Reading sein Debüt, als er für Colin Marrison eingewechselt wurde. Einen Monat später unterschrieb der damals 17-jährige seinen ersten Profivertrag bei United. Ein weiteres Jahr später verlängerte er den Vertrag vorzeitig in Sheffield ohne vorher ein Ligaspiel bestritten zu haben. Das erste Spiel für die Mannschaft in einem Ligaspiel der Premier League absolvierte Law im November 2006 gegen Newcastle United, nachdem ihn Teammanager Neil Warnock eingewechselt hatte. In der Saison 2006/07 – die aufgrund der schlechteren Tordifferenz gegenüber Wigan Athletic mit dem Abstieg in die Championship endete – kam er in der ersten Halbserie in insgesamt vier Ligaspielen für den Verein zum Einsatz darunter gegen Manchester United und West Ham United. Im Februar 2007 spielte einen Monat auf Leihbasis bei Yeovil Town. Von Oktober bis Dezember 2007, sowie von Oktober 2008 bis Juni 2009 spielte er als Leihspieler bei Bradford City in der League Two. Während des zweiten Aufenthalts in Bradford avancierte er unter Stuart McCall zum Stammspieler der Bantams. Ab 2009 trennten sich die Wege von Law, Bradford City und dem Stammverein Sheffield United, als er zu Rotherham United wechselte. In der Saison 2009/10 wurde Law in das PFA Team of the Year gewählt. Nach zwei Jahren als Stammspieler in Rotherham folgte der ablösefreie Wechsel zum schottischen Erstligisten FC Motherwell der von seinem früheren Trainer Stuart McCall geleitet wurde. Dort konnte er mit Teammitgliedern wie: Darren Randolph, Steven Saunders, Steven Hammell, Stephen Craigan, Chris Humphrey, Michael Higdon, Keith Lasley, Shaun Hutchinson, Henrik Ojamaa, Omar Daley, Stuart Carswell und Zaine Francis-Angol für einen Aufschwung des Vereins sorgen, und sich mehrfach für den Europapokal qualifizieren. Der Mittelfeldspieler verhalf durch seine Treffsicherheit und den zahlreichen Torvorlagen in den Spielzeiten 2011/12 und 2012/13 ausschlaggebend dafür. Im Mai 2013 wechselte Law zu den Glasgow Rangers in die League One.  Mit den Rangers erreichte er in der ersten Saison das Finale um den Challenge Cup das gegen die Raith Rovers verloren wurde. In der Meisterschaft gelang der Aufstieg von der League One in die Championship. In der Saison 2015/16 gelang der Aufstieg in die 1. Liga und der Gewinn des Challenge Cup. Der auslaufende Vertrag wurde am Saisonende jedoch nicht verlängert.

## Erfolge
mit den Glasgow Rangers:
- Scottish League One: 2014
- Scottish Championship: 2016
- Scottish League Challenge Cup: 2016